# Landráty
Landráty (deutsch Landrat) ist eine Ansiedlung der Gemeinde Telecí in Tschechien. Sie liegt acht Kilometer westlich von Polička und gehört zum Okres Svitavy.

## Geographie
Der Weiler Landráty befindet sich am Nordosthang des Doppelgipfels Landrátský kopec (Landratberg, 743 m. n.m.) über dem Quellgrund des Baches Telecký potok im Südosten der Žďárské vrchy (Saarer Berge). Nordöstlich erhebt sich der Lucký vrch (Lutzberg, 739 m. n.m.), im Süden der Matoušův kopec (721 m. n.m.) und nordwestlich der Tobiášův kopec (693 m. n.m.). Der Ort liegt im Landschaftsschutzgebiet Žďárské vrchy. Nördlich verläuft die Staatsstraße II/357 zwischen Borová und Jimramov.
Nachbarorte sind Betlém und Dědek im Norden, Lucký Vrch und Přibylov im Nordosten, Telecí im Osten und Südosten, Maděra im Süden, Mrhov, Světy, Březiny und Odřenec im Südwesten sowie Pustá Rybná und Kobylí im Nordwesten.  

## Geschichte
Zu Beginn des 18. Jahrhunderts wuchs die Bevölkerung in den zum Weichbild der königlichen Leibgedingestadt Polička gehörigen Dörfern stark an. In dieser Zeit entstanden außerhalb der alten Dörfer, die sich zumeist in den Bachtälern erstreckten, neue kleine Siedlungen. Eine von ihnen war Landráty. Die Bewohner waren tschechischsprachig und evangelisch. Erwerbsgrundlage bildete der Anbau und die Verarbeitung von Flachs; die Leinwaren fanden einen guten Absatz. In Folge des Toleranzpatentes von 1781 entstand in Teletzy eine helvetische Gemeinde, die 1783 ein Bethaus errichtete. Im Jahre 1789 gab es fünf Anwesen in Landrat bzw. Landraty. Im 19. Jahrhundert begann der Niedergang der Flachsverarbeitung und das Dorf verarmte.  
Im Jahre 1835 bestand das im Chrudimer Kreis gelegene Dorf Landrat bzw. Landraty aus fünf Häusern mit 29 protestantischen Einwohnern. Pfarr- und Schulort war Teletzy, der Amtsort Polička. Bis zur Mitte des 19. Jahrhunderts blieb Landrat der königlichen Leibgedingestadt Polička untertänig.
Nach der Aufhebung der Patrimonialherrschaften bildete Landráty / Landrat ab 1849 einen Ortsteil der Gemeinde Telecí / Teletzy im Gerichtsbezirk Polička. Ab 1868 gehörte Landráty zum Bezirk Polička. Nach dem Ersten Weltkrieg zerfiel der Vielvölkerstaat Österreich-Ungarn, der Weiler wurde 1918 Teil der neu gebildeten Tschechoslowakischen Republik. Beim Zensus von 1921 lebten in den 5 Häusern von Landráty 19  Tschechen. Von 1939 bis 1945 gehörte Landráty / Landrat zum Protektorat Böhmen und Mähren. Im Zuge der Gebietsreform von 1960 erfolgte die Aufhebung des Okres Polička; Landráty wurde dabei dem Okres Svitavy zugeordnet. Zum 1. Juli 1971 wurde Landráty als Ortsteil von Telecí aufgehoben. 

## Ortsgliederung
Landráty ist Teil des Katastralbezirkes Telecí.

## Sehenswürdigkeiten
- Gezimmertes Haus Nr. 89, unmittelbar hinter dem Haus ist eine einzigartige polygonale Scheune erhalten[4]